# Onthophagus brooksi
Onthophagus brooksi là một loài bọ cánh cứng trong họ Bọ hung (Scarabaeidae).